# Журавель Петро Гордійович
Петро Гордійович Журавель (1899, місто Полтава — ?) — український радянський діяч, секретар Чернігівського обласного комітету КП(б)У.

## Біографія
Член РКП(б) з 1924 року.
До червня 1938 року — 1-й секретар Мало-Дівицького районного комітету КП(б)У Чернігівської області.
4 червня 1938 — березень 1940 року — 3-й секретар Чернігівського обласного комітету КП(б)У.
До червня 1941 року — на партійній роботі в Одеській області.
З червня 1941 до 1946 року — в Червоній армії, учасник німецько-радянської війни. З червня 1941 року — на політичній роботі в 83-му укріпленому районі Одеси. З грудня 1941 по травень 1942 року — заступник начальника із політичної частини Управління військово-польового будівництва № 82 Приморської армії в Севастополі. Потім — заступник начальника із політичної частини приймально-розподільного батальйону Військово-експлуатаційного управління Південного фронту. У 1943 році — інструктор політичного відділу Військово-будівельного управління Сталінградського фронту, на політичній роботі в штабі 5-ї ударної армії. З грудня 1943 року — заступник начальника із політичної частини у хірургічних польових пересувних госпіталях № 4359 і № 4169 5-ї ударної армії.
У вересні 1946 року затверджений відповідальним секретарем партійної колегії при Херсонському обласному комітеті КП(б)У.
Подальша доля невідома.

## Звання
- майор

## Нагороди та відзнаки
- орден Вітчизняної війни ІІ ст. (10.02.1945)
- орден Червоної Зірки (28.06.1944)
- медаль «За оборону Одеси»
- медаль «За оборону Севастополя»
- медаль «За оборону Сталінграда»
- медаль «За визволення Варшави»
- медаль «За взяття Берліна»
- медаль «За перемогу над Німеччиною у Великій Вітчизняній війні 1941—1945 рр.»
- медалі